# Trigonostemon merrillii
Trigonostemon merrillii là một loài thực vật có hoa trong họ Đại kích. Loài này được Elmer miêu tả khoa học đầu tiên năm 1911.